# Inkinga carnosa
Inkinga carnosa é uma espécie de gastrópode do gênero Inkinga, pertencente a família Horaiclavidae.